# 296945 Ronaldlaub
296945 Ronaldlaub este o planetă minoră (asteroid) din centura de asteroizi. A fost descoperită pe 16 februarie 2010 la Haleakalā Observatory⁠(d) de . 
Obiectul prezintă o orbită caracterizată de o semiaxă mare de 2,4134993750298 UAi, o excentricitate de 0,063635283634104, o înclinație de 5,8066091317797 ° în raport cu ecliptica.